# Jolly Rosso
La motonave Jolly Rosso, dal 1989 semplicemente Rosso, (anche impropriamente Jolly Rosso I, in quanto sostituita nella flotta dalla II, acquisita dalla compagnia nel 1989) era una nave della società di navigazione Ignazio Messina & C. utilizzata, alla fine della sua vita operativa e dopo un temporaneo disarmo a La Spezia durato fino al 1989, per trasportare rifiuti tossici. Alcuni fatti di cronaca riferiti a queste e a presunte altre attività, alcune illegali, collegati all'attività della nave fecero legare al nome della Rosso l'appellativo di nave dei veleni. La nave si arenò il 14 dicembre 1990 sulla spiaggia in località Formiciche, nel Comune di Amantea (CS).

## I fatti
La Rosso spiaggiò dopo aver navigato per alcune ore alla deriva, in seguito all'abbandono da parte dell'equipaggio, con assetto gravemente sbandato a causa dell'imbarco di acqua avvenuto attraverso alcune falle nello scafo. L'equipaggio venne soccorso da due elicotteri della Marina Militare, più precisamente due SH 3D del Terzo Gruppo di Catania (Numeri di fiancata 6-12 e 6-08). Al momento dello spiaggiamento, la nave trasportava, stando ai documenti ufficiali, merce normale come generi di consumo e tabacco. Venne demolita sul luogo del naufragio nel 1991. Una lunga inchiesta durata diversi anni si è conclusa nel maggio 2009 con l'archiviazione. La vicenda è stata anche collegata all'assassinio di Ilaria Alpi a Mogadiscio, alla morte improvvisa del capitano Natale De Grazia e alla forte radioattività di una cava, ora sigillata, legata a rifiuti nucleari radioattivi giunti per via navale nella zona.